# Juan Villalba González
Juan Villalba González (Sagunt, 15 d'agost de 1949 - 24 d'abril 2005) fou un polític valencià, diputat a les Corts Valencianes en la III i IV Legislatures.

## Biografia
De 1967 a 1968 va treballar a Altos Hornos de Vizcaya i de 1968 a 1974 a Altos Hornos del Mediterráneo. El 1965 va ingressar a les Joventuts Comunistes d'Espanya i el 1967 en el Partit Comunista d'Espanya. El 1974 fou alliberat pel PCE per tal que reconstruís el partit al Camp de Morvedre, alhora que militava a les CCOO del País Valencià. El 1976 participà en la formació del Partit Comunista del País Valencià, del qual en fou membre del comitè central des de 1978, secretari general des del 1983 i candidat a l'alcaldia de Sagunt a les eleccions municipals espanyoles de 1983. L'abril de 1985 fou expulsat del PCE juntament amb Santiago Carrillo i 18 membres més per oposar-se al projecte de creació d'Izquierda Unida.
Va passar aleshores al Partit dels Treballadors d'Espanya-Unitat Comunista, del que en fou el seu secretari general al País Valencià el març 1987. Tanmateix, poc després es va incorporar al PSPV-PSOE, partit amb el qual fou elegit diputat a les eleccions a les Corts Valencianes de 1991 i 1995. De 1991 a 1995 fou vicepresident de la Comissió d'Indústria, Comerç i Turisme de la Generalitat Valenciana.
Va morir l'abril de 2005 després d'una llarga malaltia. Poc després el ple de l'ajuntament de Sagunt va proposar dedicar-li un carrer.